# تساوی‌شکنی

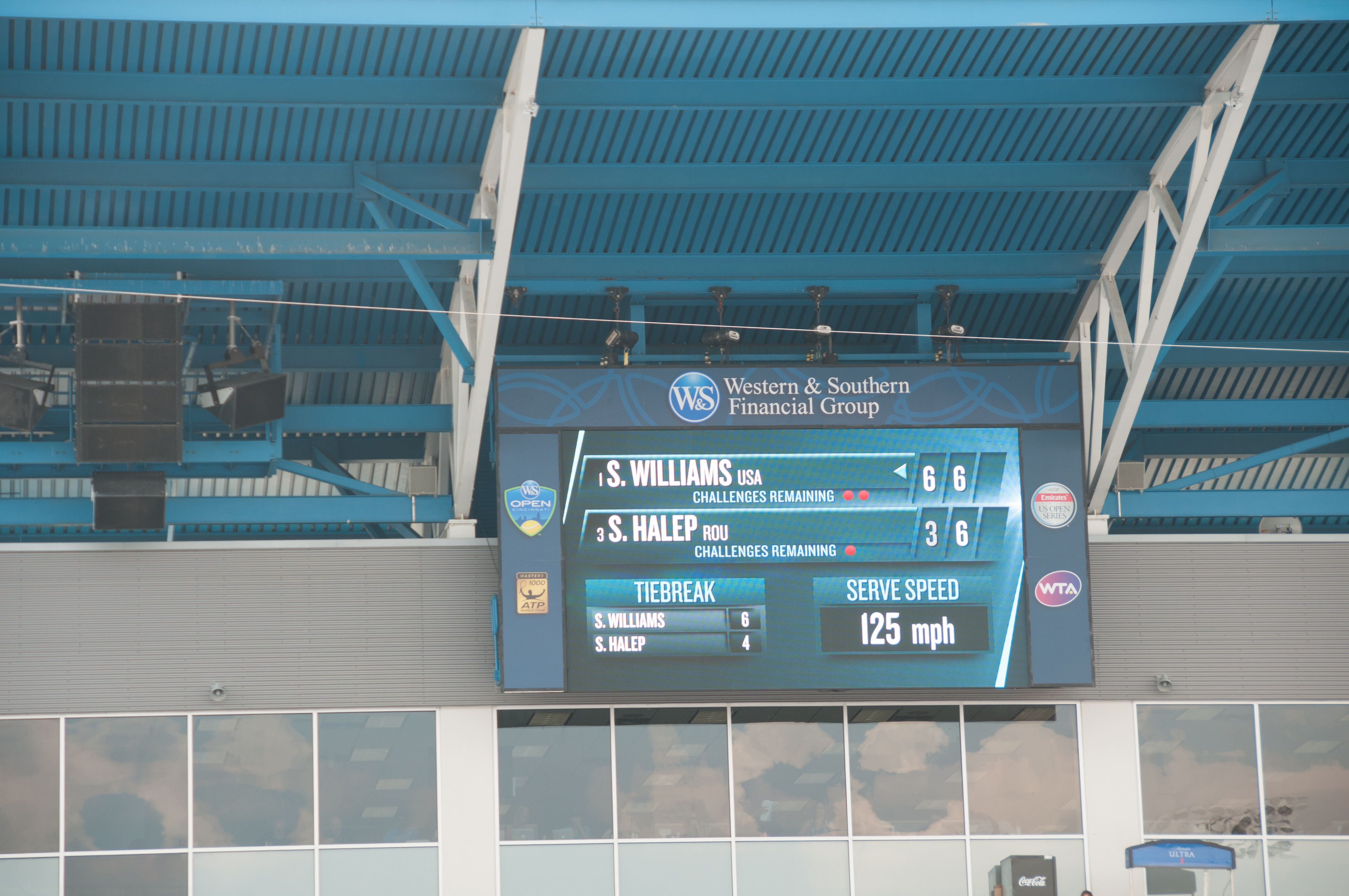
یک تساوی‌شکنی در مسابقه تنیس سینسیناتی ۲۰۱۵

پوئن‌شکنی یا تساوی‌شکنی (انگلیسی: Tiebreaker) در بازی‌ها و ورزش‌ها، شاخص یا راهی برای خروج از حالت تساوی در انتهای مسابقه و تعیین برنده است. به بیان دیگر تساوی‌شکنی در مسابقه‌ها یا رقابت‌هایی که به تساوی کشیده شده به موقعیتی گفته می‌شود که با تعیین روش خاص (مثل امتیاز اضافه یا وقت اضافه) برنده نهایی تعیین می‌شود.